# Juan José Lucas
Juan José Lucas Giménez (El Burgo de Osma, Soria, 10 de mayo de 1944) es un político, abogado, y profesor español del Partido Popular.

## Actividad profesional
Licenciado en Derecho por la Universidad Complutense de Madrid, tuvo una función de profesor durante el curso 1968-69. También fue profesor tutor de la UNED de Soria.
Ingresó en el Instituto Nacional de Empleo (INEM) como técnico, y posteriormente desempeñó los puestos de secretario, director provincial y director general adjunto de dicho organismo hasta 1982. Trabajó en el IRYDA, formando parte del cuerpo de sociólogos del mismo. También fue subdirector general de Cooperativas del Ministerio de Trabajo y Asuntos Sociales.

## Actividad política
Sus primeros contactos con la política se inician durante la etapa de UCD, al ser nombrado Director provincial del INEM de Soria (1980), y dos años después Subdirector general de Cooperativas del Ministerio de Trabajo. Su primer cargo público fue el de concejal en el Ayuntamiento de Soria, desde donde pasa a desempeñar la presidencia de la Diputación Provincial, y posteriormente, al Congreso de los Diputados. El 27 de julio de 1987, fue nombrado vicepresidente y consejero de Presidencia y Administración territorial de la Junta de Castilla y León, bajo el mandato de José María Aznar, mientras que en Madrid, se ocupó de la Secretaría General de Organización del PP. También desempeñó el cargo de Secretario general de la Fundación "Cánovas del Castillo". 

### Presidente de la Junta de Castilla y León
Durante casi una década, desde el 4 de julio de 1991 hasta el 27 de febrero de 2001, fue presidente de la Junta de Castilla y León. Fue elegido tras las elecciones autonómicas de 1991, cuando el PP obtuvo 43 diputados en las cortes regionales y el 43,52 % de los votos, siendo elegido presidente de la Junta de Castilla y León. Fue reelegido en 1995 con el 52,30 % de los votos y 50 escaños y de nuevo en 1999 con el 50,56 % de los votos y 48 diputados. Abandonó su cargo para ser nombrado ministro de la Presidencia, desde el 27 de febrero de 2001 hasta julio de 2002.

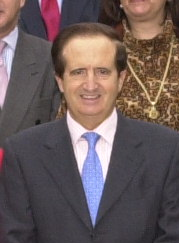
Fotografiado en 2001

También fue presidente del PP de Castilla y León entre 1991 y 2002, y miembro del Bureau del Comité de las Regiones de Europa, del cual fue vicepresidente durante 4 años, presidente de la delegación española y posteriormente presidente del Grupo Parlamentario Popular en dicho comité.

### Etapa en el Senado
Fue designado senador por las Cortes de Castilla y León el 22 de marzo de 2001. Posteriormente, ocupó la Presidencia del Senado de España, entre el 16 de octubre de 2002 y el 2 de abril de 2004, antes de que su partido perdiera la mayoría absoluta en las dos cámaras en las elecciones generales del 2004. Entre 2004 y 2011 permaneció en la mesa de la Cámara Alta como vicepresidente segundo.
El 12 de diciembre de 2011 Mariano Rajoy lo propuso ante su partido como vicepresidente primero del Senado de España para la X Legislatura.

## Cargos desempeñados
- Concejal del Ayuntamiento de Soria (1985-1986).
- Presidente de la Diputación Provincial de Soria (1985-1986).
- Diputado por Soria (1986-1987).
- Vicepresidente y consejero de Presidencia y Administración territorial de la Junta de Castilla y León (1987-1989).
- Diputado por Soria (1989-1991).
- Secretaría General de Organización del PP.
- Secretario general de la Fundación "Cánovas del Castillo".
- Presidente la Junta de Castilla y León (1991-2001).
- Presidente del PP de Castilla y León (1991-2002).
- Ministro de la Presidencia (2001-2002).
- Senador designado por las Cortes de Castilla y León (2002-2019).
- Presidente del Senado de España (2002-2004).
- Vicepresidente segundo del Senado de España (2004-2011).
- Vicepresidente primero del Senado de España (2011-2016).

## Reconocimientos
- Insignia de Oro de la organización profesional agraria ASAJA (Arévalo, Ávila, 1 de mayo de 2010).
- Gran Cruz de la Orden del Mérito Civil (2016).[2]